# 19. etape af Tour de France 2010
Nittende etape af Tour de France 2010 var en 52 km lang enkeltstart. Den blev kørt lørdag d. 24. juli fra Bordeaux til Pauillac.
- Etape: 19. etape
- Dato: 24. juli
- Længde: 52 km
- Danske resultater:
- Gennemsnitshastighed: 51,2 km/t

## Resultatliste
|    | Navn                | Land           | Hold               | Tid    |
| -- | ------------------- | -------------- | ------------------ | ------ |
| 1  | Tony Martin         | Tyskland       | Team HTC-Columbia  | 21.39  |
| 2  | Fabian Cancellara   | Schweiz        | Team Saxo Bank     | + 0.09 |
| 3  | Bradley Wiggins     | Storbritannien | Team Sky           | + 0.31 |
| 4  | Koos Moerenhout     | Holland        | Rabobank           | + 0.40 |
| 5  | Bert Grabsch        | Tyskland       | Team HTC-Columbia  | + 0.41 |
| 6  | Geraint Thomas      | Storbritannien | Team Sky           | + 0.50 |
| 7  | Denis Mensjov       | Rusland        | Rabobank           | + 0.52 |
| 8  | Vasil Kiryienka     | Hviderusland   | Caisse d'Epargne   | + 0.56 |
| 9  | David Zabriskie     | USA            | Garmin-Transitions | + 0.58 |
| 10 | Aleksandr Vinokurov | Kasakhstan     | Astana Pro Team    | + 1.05 |
| 11 | Sylvain Chavanel    | Frankrig       | Quick Step         | + 1.08 |
| 12 | Maarten Tjallingii  | Holland        | Rabobank           | + 1.09 |
| 13 | Maxime Monfort      | Belgien        | Team HTC-Columbia  | + 1.17 |
| 14 | Pavel Brutt         | Rusland        | Team Katusha       | + 1.21 |
| 15 | Jakob Fuglsang      | Danmark        | Team Saxo Bank     | + 1.22 |

|    | Navn                | Land           | Hold               | Tid    |
| -- | ------------------- | -------------- | ------------------ | ------ |
| 1  | Fabian Cancellara   | Schweiz        | Team Saxo Bank     | 43.01  |
| 2  | Tony Martin         | Tyskland       | Team HTC-Columbia  | + 0.09 |
| 3  | Bert Grabsch        | Tyskland       | Team HTC-Columbia  | + 1.12 |
| 4  | David Zabriskie     | USA            | Garmin-Transitions | + 1.46 |
| 5  | Koos Moerenhout     | Holland        | Rabobank           | + 1.52 |
| 6  | Vasil Kiryienka     | Hviderusland   | Caisse d'Epargne   | + 1.55 |
| 7  | Geraint Thomas      | Storbritannien | Team Sky           | + 2.01 |
| 8  | Bradley Wiggins     | Storbritannien | Team Sky           | + 2.02 |
| 9  | Ignatas Konovalovas | Litauen        | Cervélo TestTeam   | + 2.06 |
| 10 | Maarten Tjallingii  | Holland        | Rabobank           | + 2.21 |
| 11 | Denis Mensjov       | Rusland        | Rabobank           | + 2.31 |
| 12 | Maxime Monfort      | Belgien        | Team HTC-Columbia  | + 2.43 |
| 13 | Pavel Brutt         | Rusland        | Team Katusha       | + 2:46 |
| 14 | Steve Morabito      | Schweiz        | BMC Racing Team    | + 2.50 |
| 15 | Jérémy Roy          | Frankrig       | Française des Jeux | + 2.54 |

|    | Navn                | Land           | Hold               | Tid    |
| -- | ------------------- | -------------- | ------------------ | ------ |
| 1  | Fabian Cancellara   | Schweiz        | Team Saxo Bank     | 53.40  |
| 2  | Tony Martin         | Tyskland       | Team HTC-Columbia  | + 0.09 |
| 3  | Bert Grabsch        | Tyskland       | Team HTC-Columbia  | + 1.27 |
| 4  | Ignatas Konovalovas | Litauen        | Cervélo TestTeam   | + 2.12 |
| 5  | David Zabriskie     | USA            | Garmin-Transitions | + 2.22 |
| 6  | Koos Moerenhout     | Holland        | Rabobank           | + 2.31 |
| 7  | Vasil Kiryienka     | Hviderusland   | Caisse d'Epargne   | + 2.39 |
| 8  | Bradley Wiggins     | Storbritannien | Team Sky           | + 2.50 |
| 9  | Maarten Tjallingii  | Holland        | Rabobank           | + 2.51 |
| 10 | Geraint Thomas      | Storbritannien | Team Sky           | + 3.02 |
| 11 | Denis Mensjov       | Rusland        | Rabobank           | + 3.12 |
| 12 | Jérémy Roy          | Frankrig       | Française des Jeux | + 3.33 |
| 13 | Maxime Monfort      | Belgien        | Team HTC-Columbia  | + 3.36 |
| 14 | Nicki Sørensen      | Danmark        | Team Saxo Bank     | + 3.41 |
| 15 | Pavel Brutt         | Rusland        | Team Katusha       | + 3.41 |

|    | Navn                | Land           | Hold               | Tid     |
| -- | ------------------- | -------------- | ------------------ | ------- |
| 1  | Fabian Cancellara   | Schweiz        | Team Saxo Bank     | 1:00.56 |
| 2  | Tony Martin         | Tyskland       | Team HTC-Columbia  | + 0.17  |
| 3  | Bert Grabsch        | Tyskland       | Team HTC-Columbia  | + 1.48  |
| 4  | Ignatas Konovalovas | Litauen        | Cervélo TestTeam   | + 2.34  |
| 5  | David Zabriskie     | USA            | Garmin-Transitions | + 3.00  |
| 6  | Koos Moerenhout     | Holland        | Rabobank           | + 3.03  |
| 7  | Vasil Kiryienka     | Hviderusland   | Caisse d'Epargne   | + 3.10  |
| 8  | Maarten Tjallingii  | Holland        | Rabobank           | + 3.21  |
| 9  | Bradley Wiggins     | Storbritannien | Team Sky           | + 3.33  |
| 10 | Geraint Thomas      | Storbritannien | Team Sky           | + 3.38  |
| 11 | Denis Mensjov       | Rusland        | Rabobank           | + 3.51  |
| 12 | Jérémy Roy          | Frankrig       | Française des Jeux | + 4.00  |
| 13 | Stuart O'Grady      | Australien     | Team Saxo Bank     | + 4.06  |
| 14 | Maxime Monfort      | Belgien        | Team HTC-Columbia  | + 4.14  |
| 15 | Pavel Brutt         | Rusland        | Team Katusha       | + 4.15  |

## Ekstern henvisning
- Etapeside Arkiveret 16. juli 2010 hos  Wayback Machine på Letour.fr Arkiveret 28. februar 2011 hos  Wayback Machine (fransk) (engelsk)